# Astur (gènere)
Astur és un gènere que conté rapinyaires de la família Accipitridae i inicialment s'assignaven al gènere Accipiter.

## Taxonomia
El gènere Astur va ser introduït el 1799 pel naturalista francès Bernard Germain de Lacépède. L'espècie tipus va ser designada més tard pel zoòleg irlandès Nicholas Aylward Vigors com Falco palumbarius Linnaeus, 1758, ara considerat com a sinònim júnior de Falco gentilis Linnaeus, 1758, l'astor comú. El nom prové del llatí «astur», «asturis» que significa "falcó".
Estudis filogenètics moleculars van trobar que Accipiter era polifilètic i en la posterior reordenació per crear gèneres monofilètics, el gènere Astur va ser recuperat el 2024 per contenir nou espècies que anteriorment eren a Accipiter.
El gènere conté nou espècies:
- Astur cooperii - astor de Cooper
- Astur gundlachi - astor de Cuba
- Astur bicolor - astor bicolor
- Astur chilensis - astor de Xile
- Astur melanoleucus - Astor blanc-i-negre
- Astur henstii - astor de Madagascar
- Astur gentilis - astor comú
- Astur atricapillus - astor americà
- Astur meyerianus - astor de Meyer